# Marina Mahathir

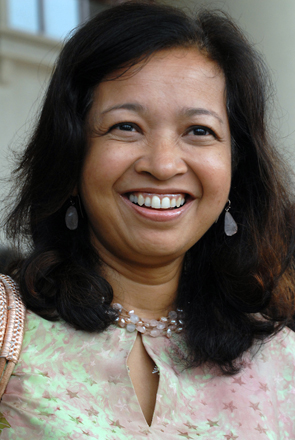
Marina Mahathir

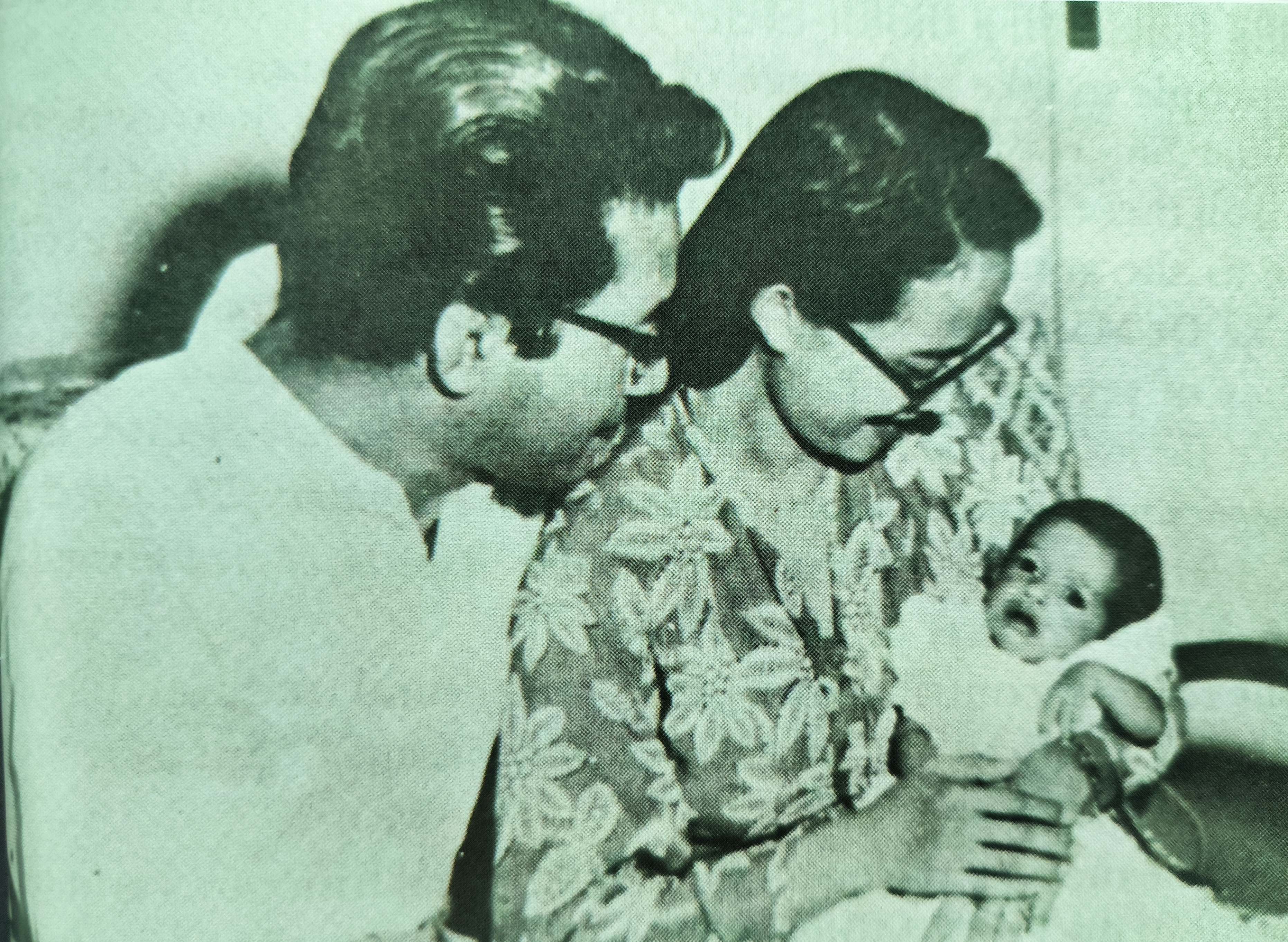
Bức ảnh chụp một tháng sau khi Marina chào đời vào tháng 6 năm 1957.

Marina Mahathir (sinh ngày 11 tháng 5 năm 1957) là một nhà hoạt động xã hội và chính trị ở Malaysia cũng như một nhà văn. Bà là con cả của Thủ tướng Malaysia lần thứ 4 và lần thứ 7, Mahathir Mohamad và Siti Hasmah Mohamad Ali.
Năm 2010, bà đã được trao tặng giải UN Person of The Year vì công việc tình nguyện của mình trong việc chống lại HIV/AIDS.
Năm 2016, Marina đã được trao tặng Huân chương Chevalier de la Légion d’Honneur bởi chính phủ Pháp vì "tiếng nói và sức quyến rũ của bà đối với những điều chính nghĩa", trích dẫn công việc của bà với Hội đồng HIV/AIDS Malaysia và với người nhập cư như là các dẫn chứng. Marina trở thành một trong tám người Malaysia nhận giải thưởng này cho đến nay.
Vào tháng 1 năm 2018, sau một sự cố lan truyền mạnh mẽ về một người đàn ông Hồi giáo đánh một phụ nữ Hồi giáo vì không đội hijab, Marina cảnh báo rằng sự Hồi giáo hóa của Malaysia sẽ làm xé toạc đất nước. Bà nhắc đến sự Hồi giáo hóa như là "một hình thức khác của thuộc địa hóa, một khái niệm mà chưa từng được biết đến là không bạo lực".